# Dolichandrone atrovirens
Dolichandrone atrovirens là một loài thực vật có hoa trong họ Chùm ớt. Loài này được (Roth) K.Schum. mô tả khoa học đầu tiên năm 1894.